# Djibert Younouss
 (février 2019).
 (février 2019).
Djibert Younous est un homme politique tchadien. Il est ministre de la Jeunesse, Tourisme, de la Culture, des Sports et de l'Artisanat du 8 février au 7 mai 2018 ,. 
En mars 2014, il est gouverneur de la région du Salamat. Le 14 mai 2019, il est nommé délégué général du gouvernement auprès de la commune de N'Djamena.
Le 4 mars 2025, il est nommé sénateur par décret du Président de la République au titre du quota constitutionnel.